# Dag Solstad
Dag Solstad (Sandefjord, 16 de julio de 1941-Oslo, 14 de marzo de 2025) fue un novelista noruego. Fue uno de los narradores noruegos más innovadores e interesantes de su generación, junto a Kjartan Fløgstad.

## Biografía
Entró en la escena literaria en 1965 con "Spiraler", una colección de historias cortas, que exploran cuestiones como la identidad o la alienación. 
Sus primeros trabajos fueron especialmente controvertidos, debido a su énfasis político (más cerca del enfoque marxista-leninista). 
Escribió numerosas novelas, cuentos, obras de teatro y artículos, además de cinco libros sobre la Copa Mundial de Fútbol (entre los años 1982-1998).
Vivía entre Oslo y Berlín.

## Obra publicada en español

### Narrativa
- 2007 - Pudor y dignidad, Editorial Lengua de trapo (Genanse og verdighet, 1994), Traducción de Kirsti Baggethun y Asunción Lorenzo.
- 2010 - Novela once, obra dieciocho, Editorial Lengua de Trapo. Traducción de Kirsti Baggethun y Asunción Lorenzo.
- 2023 - " La noche del profesor Andersen"  Editorial Nórdica.  Traducción de Kirsti Baggetun y Asunción Lorenzo

### Premios y galardones
- Premio de la Crítica Literaria de Noruega en tres ocasiones.
- Premio Nórdico de la Academia Sueca